# گذر عمر (مجموعه تلویزیونی)
گذر عمر نام یک مجموعه تلویزیونی است که در سال ۱۳۵۱ و به تهیه کنندگی و کارگردانی عزت‌الله مقبلی ساخته شد و بعد از دو سال وقفه در سال ۱۳۵۳ از تلویزیون ملی ایران پخش گردید.

## خلاصه داستان
این مجموعه تلویزیونی، دربارهٔ حوادث و مسائلی است که برای یک نوازنده رخ می‌دهد.

## بازیگران و عوامل تولید
===بازیگران=== 
- عزت‌الله مقبلی
- علی تابش
- احمد قدکچیان
- ناصر پزشکی[۳]
- فرهاد محبت[۴]
- طوفان
- سهیلا
- شهین
- مژگان
- ایران قادری
- مهری ودادیان
- افروز
- محسن مهدوی
- شهرام شبیری
- امرالله صابری
- حسین عرفانی
- عباس مهردادیان
- غلامرضا سرکوب
- رضا یزدان‌ پناه
- ایران ولادیان
- هما
- میترا

### عوامل تولید
- تهیه‌کننده و کارگردان: عزت‌الله مقبلی
- نویسندگان فیلمنامه: حسین مدنی، اسماعیل نوری‌علا، رسول نوری و مهدی اخوت
- فرمت تصویر: ۱۶ میلیمتری (سیاه و سفید)
- مدت: ۱۳۳۹ دقیقه
- محصول: تلویزیون ملی ایران
- سال تولید: ۱۳۵۱